# Nova Olímpia (Mato Grosso)
Nova Olímpia é um município brasileiro do estado de Mato Grosso. Localiza-se a uma latitude 14º47'50" sul e a uma longitude 57º17'17" oeste, estando a uma altitude de 228 metros. Sua população, conforme estimativas do IBGE de 2022, era de 16.352 habitantes.
O Distrito de Paz de Olímpia foi oficializado através da Lei Estadual nº 2.153 em 15 de maio de 1960. Posteriormente, o município foi oficialmente estabelecido por meio da Lei Estadual nº 4.996 em 13 de maio de 1986, com o nome de Nova Olímpia. O modificador Nova foi incluído para distinguir o município em Mato Grosso da cidade paulista de Olímpia.

## História
Sua fundação ocorreu em 19 de março de 1954 pelo colonizador paulista Belizário de Almeida, popularmente chamado "Bili". Almeida adquiriu grande extensão de terras na Gleba Encanto, a qual denominou "Nova Olímpia", pois era proveniente de Olímpia, de onde muitas famílias o acompanharam e compraram propriedades. As famílias pioneiras sofreram com a dificuldade de acesso à localidade, além dos mosquitos, chuvas torrenciais, doenças e falta de assistência médica.
Em meados de 1963, iniciou-se um movimento para que fosse elevada a distrito de Barra do Bugres, o que ocorreu em maio de 1964 pela Lei Estadual n.º 2.153. O nome atribuído ao distrito foi "Paz de Olímpia", com sede às margens da Rodovia MT-358 e a 40 kms de Barra do Bugres. Em 1970, possuía um bom número de estabelecimentos comerciais, serrarias, máquina de beneficiar arroz, farmácias, etc. As áreas agrícolas foram expandidas, com uma melhora substancial das rodovias. Em 1983, foi construído um hospital.
Tornou-se município em 13 de maio de 1986 pela Lei Estadual n.º 4.996/1986. Sua instalação ocorreu em 1.º de janeiro de 1987.

## Geografia
O município está localizado na região sudoeste do estado de Mato Grosso, estando distante a 205 quilômetros de Cuiabá, capital estadual. Situa-se a 14º47'2" de latitude sul e 57º17'47" de longitude oeste. Com uma área de 1.327,266 km², limita-se com os municípios de Barra do Bugres, Denise, Santo Afonso e Tangará da Serra. De acordo com a divisão do Instituto Brasileiro de Geografia e Estatística, pertence às Regiões Geográficas Intermediária de Cuiabá e Imediata de Tangará da Serra.
A altitude média do município é de 258 metros acima do nível do mar, com mínima de 142 metros e máxima de 553 metros. O território é composto integralmente pelo bioma Amazônia. O clima é equatorial quente e sub-úmido, com temperatura média anual de 24°C. Com índice de pluviosidade anual de 1.750 mm, a intensidade máxima ocorre nos meses de dezembro, janeiro e fevereiro. Pertence à bacia hidrográfica do Rio da Prata.

## Demografia
Em 2022, a população do município foi contada pelo Instituto Brasileiro de Geografia e Estatística em 16.352 habitantes. Dos 142 municípios de Mato Grosso, era o 45.º mais populoso. De acordo com o censo daquele ano, 8.415 (51,46%) habitantes eram homens e 7.937 (48,54%) mulheres.
Conforme a pesquisa de autodeclaração do censo do IBGE de 2022, a população era composta por 10.752 pardos (65,8%), 3.829 brancos (23,4%), 1.749 pretos (10,7%), 13 indígenas (0,07%) e 8 amarelos (0,05%). Em relação à pirâmide etária, 11.367 (69,5%) pessoas tinham entre 15 a 64 anos da idade, 3.814 (23,3%) menos de 15 anos e 1.171 (7,1%) mais de 65 anos. Uma mulher era centenária.
O Índice de Desenvolvimento Humano Municipal (IDH-M) de Gaúcha do Norte, de 0,682 em 2010, era considerado médio pelo Programa das Nações Unidas para o Desenvolvimento (PNUD). O mesmo indicador havia sido apurado em 0,524 em 2000. Considerando-se apenas o índice de educação, o valor é de 0,561, sendo o de longevidade 0,804 e o de renda 0,704. O coeficiente de Gini, que mede a desigualdade social, era de 0,56, sendo que 1,00 é o pior número e 0,00 é o melhor. A taxa de mortalidade infantil era de 18,20 e a expectativa de vida era de 73,23 anos.

## Política e administração
O Poder Executivo do município é chefiado pelo prefeito, auxiliado por nove secretários. Desde janeiro de 2021, o executivo é comandado por José Elpídio de Moraes Cavalcante, enquanto o vice-prefeito é Rímer de Oliveira. Ambos foram eleitos em novembro de 2020 com 4.789 votos (56,10%).
O Poder Legislativo é representado pela Câmara Municipal de Vereadores, da qual integram nove vereadores. O legislativo é dirigido pelo presidente, o qual compõe a mesa diretora juntamente com o vice-presidente, dois secretários e um suplente de secretário. Cabe à casa elaborar e votar leis fundamentais à administração e ao Executivo, além de fiscalizá-lo. Em 2024, todos os vereadores em exercício eram homens.
O município é jurisdicionado pela Comarca de Barra do Bugres, do Tribunal de Justiça de Mato Grosso. A Comarca de Nova Olímpia foi criada em 2004, mas sua instalação pelo TJ-MT encontrava-se pendente.
Na política nacional, o presidente eleito Luiz Inácio Lula da Silva (PT) obteve 4.795 votos (51,83%) no segundo turno da eleição presidencial de 2022, superando o derrotado Jair Bolsonaro (PL), o qual recebeu 4.456 votos (48,17%). Para o governo de Mato Grosso, Mauro Mendes (UNIÃO) angariou 4.001 votos (53,06%), enquanto Wellington Fagundes (PL) conseguiu 3.533 votos (75,49%).
| Ano  | Eleitorado | Candidato eleito             | Votos - %      | Segundo colocado   | Votos - %      | Outros       | Votos brancos e nulos |
| ---- | ---------- | ---------------------------- | -------------- | ------------------ | -------------- | ------------ | --------------------- |
| 2020 | 12.535     | Zé Elpidio - DEM             | 4.789 - 56,10% | Pedro Rosa - PSL   | 2.844 - 33,36% | 900 - 10,54% | 1.037 - 10,84%        |
| 2016 | 12.444     | Zé Elpidio - PSD             | 6.580 - 72,65% | Pedro Rosa - PMDB  | 1.772 - 19,56% | 705 - 7,78%  | 780 - 7,93%           |
| 2012 | 12.353     | Cristovão Masson - PP        | 5.750 - 61,13% | Luiz Roberto - PPS | 3.656 - 38,87% | -            | 627 - 6,25%           |
| 2008 | 12.352     | Francisco de Medeiros - PT   | 5.262 - 53,05% | Zé Elpídio - PR    | 4.307 - 43,42% | 350 - 3,53%  | 552 - 5,27%           |
| 2004 | 10.136     | Zé Elpídio - PP              | 4.623 - 51,09% | Luiz Roberto - PPS | 4.425 - 48,91% | -            | 435 - 4,59%           |
| 2000 | 10.666     | Francisco de Medeiros - PMDB | 4.179 - 53,01% | Zé Elpídio - PSDB  | 3.704 - 46,99% | -            | 717 - 8,34%           |

| Ano  | Eleitorado | Primeiro colocado                | Votos - %      | Segundo colocado               | Votos - %      | Outros      | Votos brancos e nulos |
| ---- | ---------- | -------------------------------- | -------------- | ------------------------------ | -------------- | ----------- | --------------------- |
| 2022 | 12.507     | Luiz Inácio Lula da Silva - PT   | 4.795 - 51,83% | Jair Bolsonaro - PL            | 4.456 - 48,17% | -           | 300 - 3,14%           |
| 2018 | 11.692     | Jair Bolsonaro - PSL             | 3.948 - 50,55% | Fernando Haddad - PT           | 3.862 - 49,45% | -           | 583 - 6,95%           |
| 2014 | 11.917     | Dilma Rousseff - PT              | 4.433 - 53,98% | Aécio Neves - PSDB             | 3.780 - 46,02% | -           | 276 - 3,22%           |
| 2010 | 12.478     | Dilma Rousseff - PT              | 5.787 - 65,15% | José Serra - PSDB              | 3.096 - 34,85% | -           | 343 - 3,86%           |
| 2006 | 11.120     | Luiz Inácio Lula da Silva - PT   | 6.256 - 72,07% | Geraldo Alckmin - PSDB         | 2.425 - 27,93% | -           | 236 - 2,72%           |
| 2002 | 11.168     | Luiz Inácio Lula da Silva - PT   | 4.155 - 58,18% | José Serra - PSDB              | 2.987 - 42,82% | -           | 330 - 4,62%           |
| 1998 | 9.364      | Fernando Henrique Cardoso - PSDB | 3.442 - 72,88% | Luiz Inácio Lula da Silva - PT | 918 - 19,44%   | 363 - 7,68% | 1.749 - 27,02%        |

## Economia

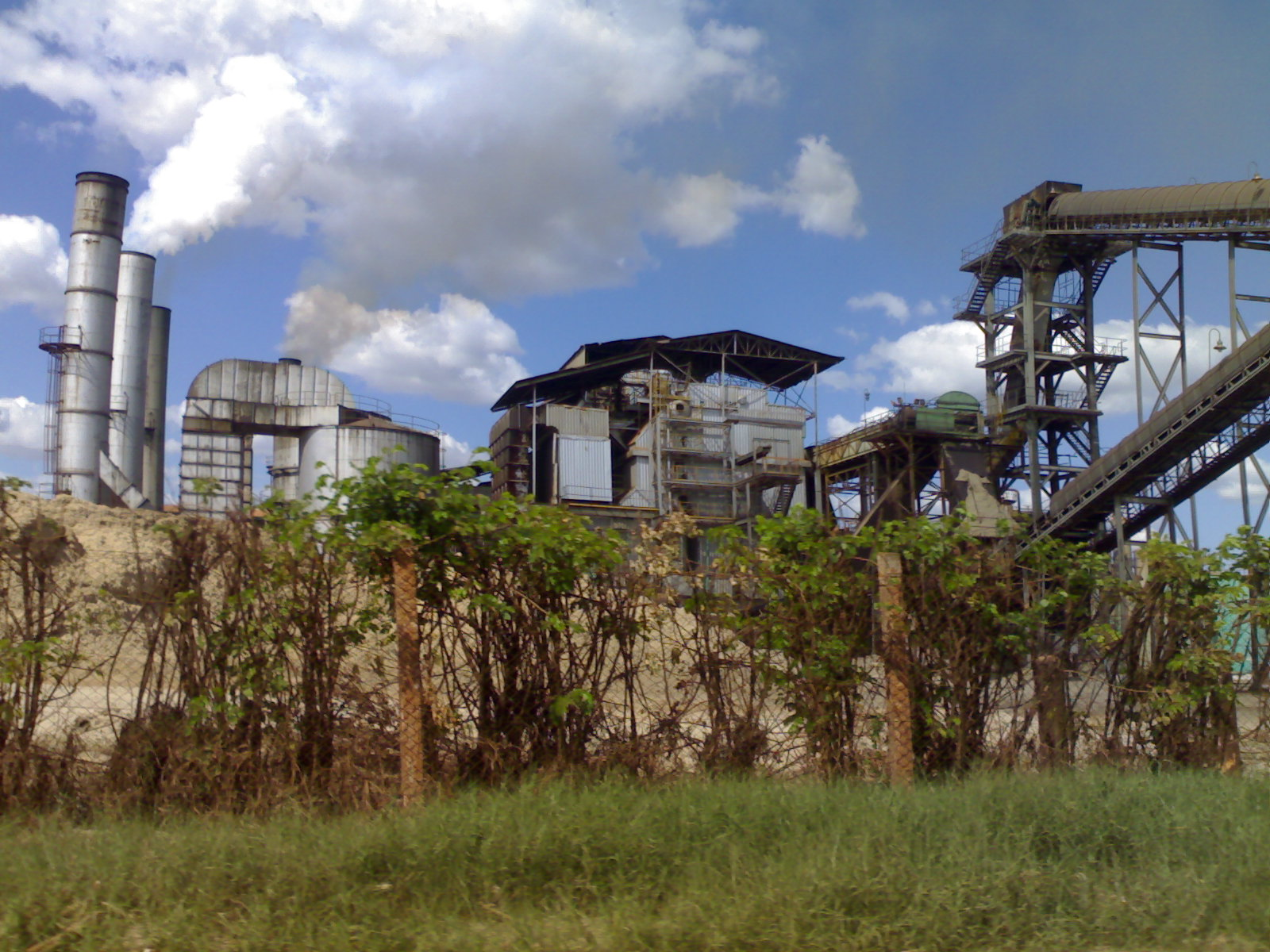
Usina Itamarati

O Produto Interno Bruto (PIB) de Nova Olímpia foi estimado em R$ 732,123 milhões no ano de 2021. Era o 69.º município com maior PIB do estado de Mato Grosso e o 1.328º do Brasil. O PIB per capita era de R$ 35.164,43, o 96.º maior do estado e 1.737.º do país.
O setor secundário é o mais relevante para a economia municipal. O valor adicionado bruto da indústria era de R$ 226,128 milhões, no ano de 2021.
O valor adicionado bruto da agropecuária era de R$ 183,302 milhões, no mesmo ano.
O setor da administração pública participava com 19,7% do valor adicionado bruto e dos serviços com 19,5%.
Em 2010, 71,74% da população maior de dezoito anos era economicamente ativa, enquanto a taxa de desocupação era de 14,56%. O salário médio foi aferido em 2,7 salários mínimos no ano de 2021.
Em 2017, as receitas orçamentárias do município eram de R$ 60,587 milhões, enquanto os gastos orçamentários somavam R$ 46,342 milhões.

## Últimos prefeitos eleitos
| Ano  | Prefeito         | Partido | Votos | %     | Ref    |
| ---- | ---------------- | ------- | ----- | ----- | ------ |
| 2004 | Zé Elpidio       | PP      | 4.623 | 51,09 | [ 50 ] |
| 2008 | Dr Francisco     | PT      | 5.262 | 53,05 | [ 51 ] |
| 2012 | Cristovao Masson | PP      | 5.750 | 61,13 | [ 52 ] |
| 2016 | Zé Elpidio       | PSD     | 6.580 | 72,65 | [ 53 ] |
| 2020 | Zé Elpidio       | DEM     | 4.789 | 56,10 | [ 54 ] |